# Aboe Hoeraira

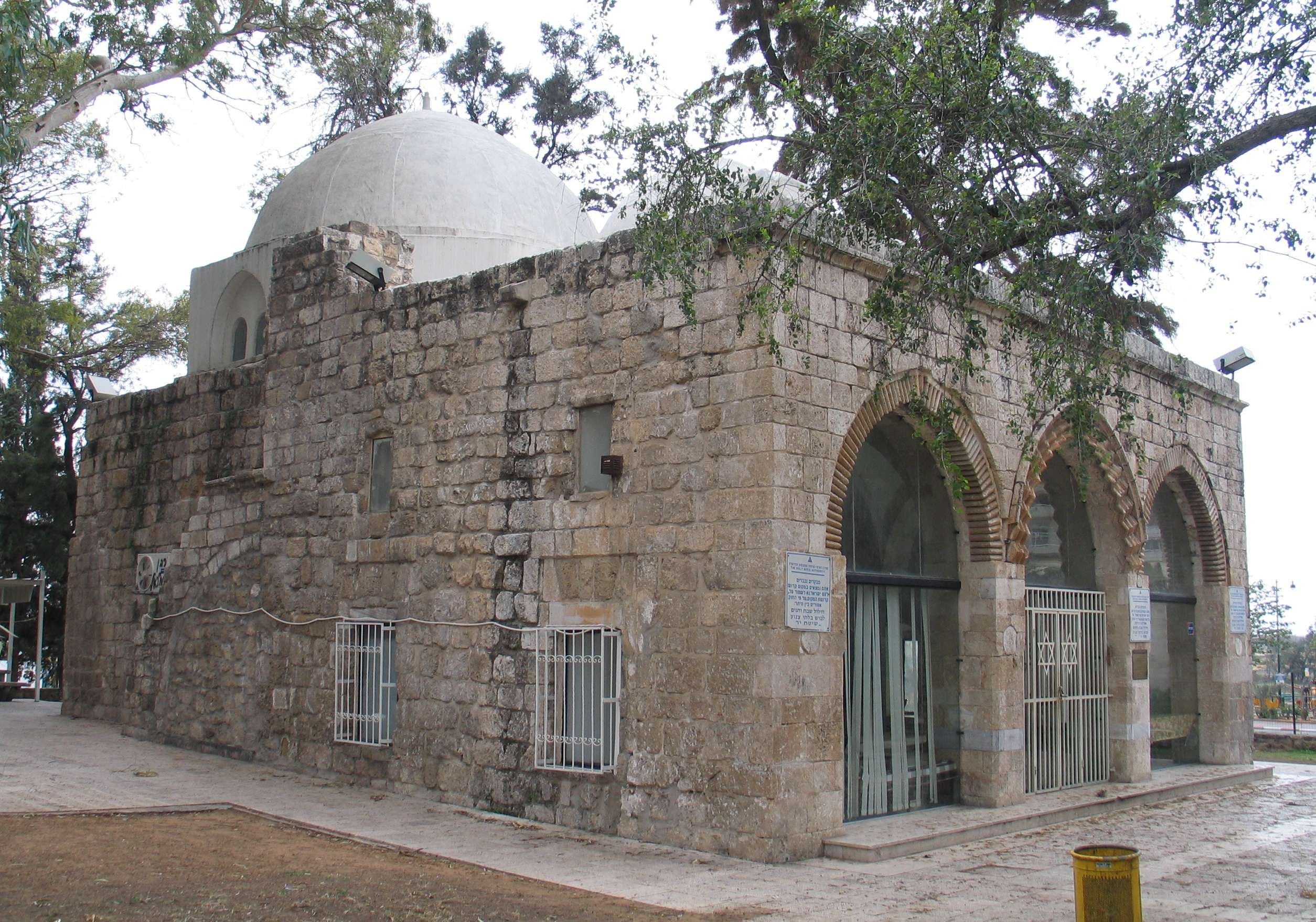
Mausoleum van Aboe Hoeraira

Aboe Hoeraira (600-678) (Arabisch:  أبو هريرة ) wordt door aanhangers van het soennisme beschouwd als een van de bekende overleveraars van de Ahadith, die meer overleveringen overleverde dan welke andere ook.
Aboe Hoeraira bekeerde zich kort na de hidjra, in tegenstelling tot zijn stamgenoten. Hij bezat geen land en verkeerde niet op markten, maar begaf zich steeds in de nabijheid van Mohammed.
Aboe Hoeraira zou de tradities in de maximaal drie jaar tijd dat hij bij Mohammed was verzameld hebben. Verschillende islamitische en niet-islamitische onderzoekers vanaf de 19de eeuw hebben de echtheid van sommige overleveringen van Aboe Hoeraira betwist, maar ook Omar ibn al-Chattab en Aïsja zouden de betrouwbaarheid al in twijfel hebben getrokken. Ook Abu Hanifa stelde in de achtste eeuw dat Aboe Hoeraira geen betrouwbare bron was voor de overlevering van Ahadith. Verdedigers gaan ervan uit dat Aboe Hoeraira juist zoveel overleverde, omdat hij doelbewust de tradities verzamelde en daarom dicht bij Mohammed verbleef, in tegenstelling tot de andere der Sahaba die hier geen tijd voor hadden.

## Sjiitische kijk
Binnen het sjiisme en het alevitisme worden de hadith overgeleverd door Aboe Hoeraira als niet authentiek beschouwd. Hadith overgeleverd door imam Ali worden wel als authentiek beschouwd omdat Ali opgroeide bij Mohammed en door hem een leven lang werd onderwezen, terwijl Aboe Hoeraira slechts 3 jaar in de aanwezigheid van Mohammed was. Hierdoor wordt het ook merkwaardig gevonden dat de soennitische meerderheid meer hadith van Aboe Hoeraira verzameld hebben in plaats van Ali.
Velen beschouwen Aboe Hoeraira als een vijand van Ali en zijn zonen Hassan en Hussein, omdat hij volgens sjiitische bronnen partij koos voor de Omajjaden kalief Moe'awija I. Ali zou gezegd hebben: "Een vriend van mijn vijand is ook mijn vijand, ook al heeft hij mij lief."